# Kurzholzmethode

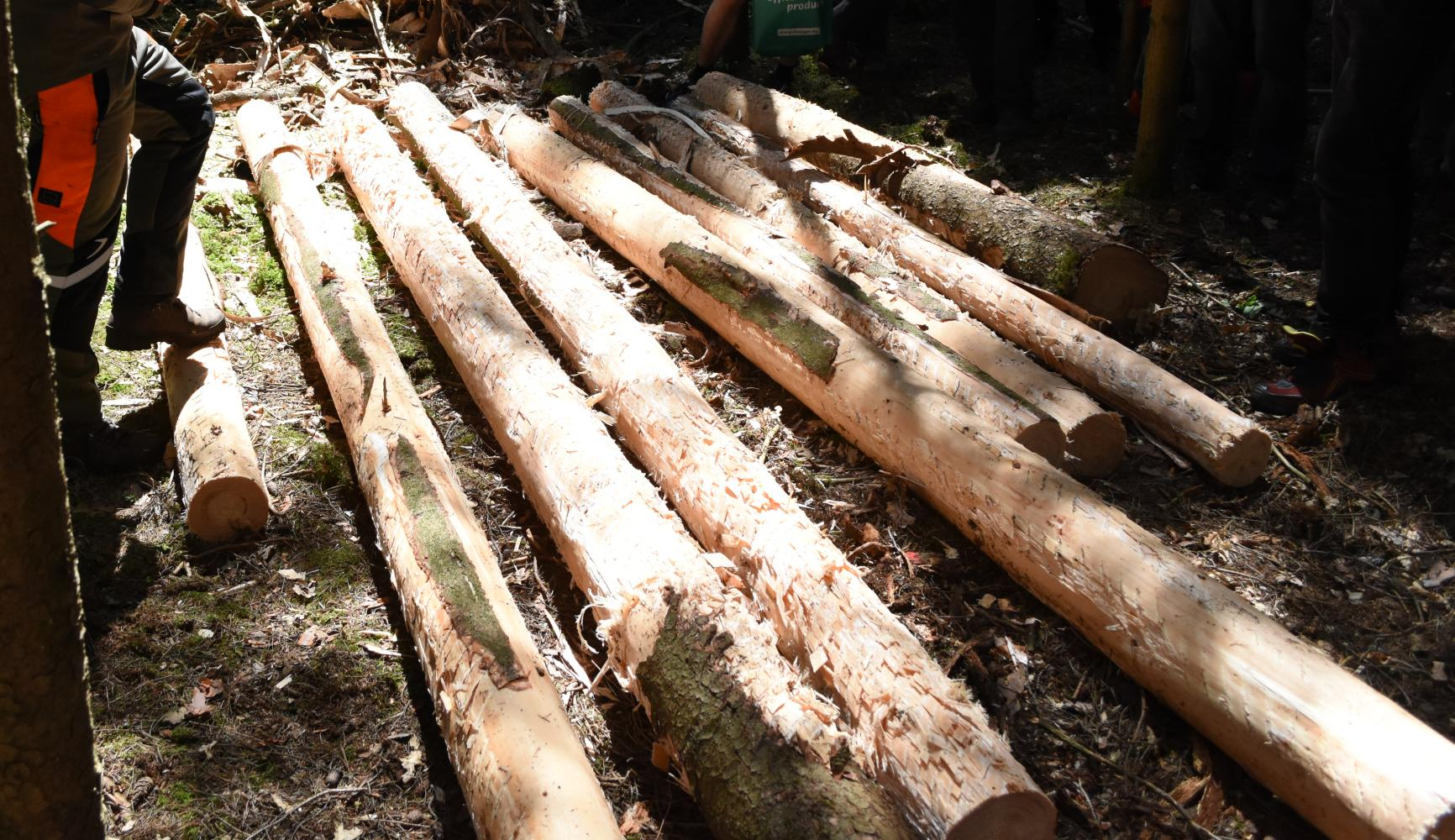
Kurzholz

Als Kurzholzmethode, kurz: CTL (aus dem Englischen: cut-to-length) bezeichnet man heute die moderne, mechanisierte Holzgewinnung. Das bisherig übliche Verfahren ist (war), ganze Bäume per Rückepferd oder im Laufe der Zeit mittels Skidder (Forstspezialschlepper, Klemmbankschlepper) über die Rücke- und Waldwege heraus zu transportieren. Dabei ist es zweitrangig, ob die Bäume bereits entastet und entrindet sind oder nicht. Nach der Kurzholzmethode werden die Bäume unmittelbar nach dem Fällen (oft mittels Holzvollernter / Harvester) sogleich entastet und entrindet sowie in kurze, leicht transportierbare Rundholzstücke abgetrennt. Danach werden die kurzen Stücke direkt auf spezielle Transportfahrzeuge (Forwarder) abgelegt und abtransportiert.

## Vorteile
Die Kurzholzmethode zeichnet sich durch eine hohe Arbeitsproduktivität und Arbeitssicherheit vor Ort aus. Dank der automatisierten Kurzholzmethode ließen sich die hohe Anzahl der Unfälle bei der Waldarbeit um 80 % reduzieren. Darüber hinaus ist die Weiterverarbeitung im Sägewerk qualitativ besser sowie produktiver. Zudem dienen die abgetrennten Äste, das Reisig sowie die Rinde, welche meist am Fällort verbleiben, als Nährstoff für den Waldboden.